# Bruno Osimo
Bruno Osimo (Milán, 14 de diciembre de 1958) es un escritor, traductor y teórico de la traducción italiano. 

## Carrera
Alumno de Peeter Torop, obtuvo su doctorado en la Università degli Studi di Milano; desde entonces se ha dedicado al estudio de la traducción a partir de una perspectiva semiótica, en particular estudiando las fases mentales del proceso traductivo y la valoración de la calidad de la traducción. Ha desarrollado las teorías de Charles Sanders Peirce, Lev Vygotski (1896-1934) y Roman Jakobson. 
Es docente de teoría de la traducción, historia de la traducción, traducción del ruso y del inglés. Autor de las ediciones italianas de obras de Lyudskanov, Popovič, Torop. También es autor de un curso de traducción en línea.
Es miembro de la Sociedad Europea de Traductología (EST).

## Publicaciones
- Dizionario affettivo della lingua ebraica, Milán, Marcos y Marcos, 2011;
- Manuale del traduttore, Milán, Hoepli 2011;
- Propedeutica della traduzione, Milán, Hoepli, 2010;
- La traduzione saggistica dall’inglese, Milán, Hoepli, 2006;
- Traduzione a qualità, Milán, Hoepli, 2004;
- Logos Online Translation course, 2004
- Storia della Traduzione, Milán, Hoepli, 2002;
- Traduzione e nuove tecnologie. Informatica e internet per traduttori, Milán, Hoepli, 2001.